# Metaxádes
Metaxádes är en ort i Grekland.   Den ligger i prefekturen Nomós Évrou och regionen Östra Makedonien och Thrakien, i den nordöstra delen av landet, 400 km nordost om huvudstaden Aten. Metaxádes ligger 135 meter över havet och antalet invånare är 818.
Terrängen runt Metaxádes är platt österut, men västerut är den kuperad. Runt Metaxádes är det glesbefolkat, med 11 invånare per kvadratkilometer. Närmaste större samhälle är Lagós, 19,9 km öster om Metaxádes. Omgivningarna runt Metaxádes är en mosaik av jordbruksmark och naturlig växtlighet.